# Alloxysta islandica
Alloxysta islandica is een vliesvleugelig insect uit de familie van de Figitidae. De wetenschappelijke naam van de soort is voor het eerst geldig gepubliceerd in 1931 door Hellen.